# La Ciudad Prohibida (novela)
Obra de la afamada autora china-estadounidense Anchee Min, narra la historia de los últimos años de la dinastía Qing, como protagonista a la emperatriz Tzu Hsi (Cixi - en español: Orquídea) y la corte imperial china del siglo XIX.

## Descripción
La obra inspirada en hecho histórico, nos transporta dentro de la Ciudad Prohibida de Pekín, casa de la familia imperial china; narra la forma de vida de las emperatrices y el emperador, el modo de vida y de sus sirvientes los eunucos y doncellas.
La novela trata sobre cómo la gran Cultura China cayó por culpa de funcionarios corruptos y un estilo de gobierno anticuado; la forma en que una emperatriz debía competir por una noche con el emperador; nos narra también los infortunios y victorias de la emperatriz Tzu Hsi y su ascenso al poder.

## Personajes
Tzu Hsi (Orquídea): Una joven aldeana nacida en la provincia de Wuhu, es transportada por el destino a Pekín donde resulta elegida como una de las concubinas del emperador Hsien Feng.
Hsien Feng: Emperador de la dinastía Qing, llegó al trono desde muy joven, lidio con las revoluciones de Tai Pei en China y tuvo que pagar grandes indemnizaciones al ejército aliado por la guerra del opio.
Nuharoo: Primera emperatriz de Hsien Feng, rival de Orquídea.
An-te-hai: Eunuco al servicio de Orquídea, su mejor amigo y confidente.
Tung Chih: Hijo de Hsien Feng y Tzu Hsi, sucesor al trono de Hsien Feng, murió a la edad de 19 años.
- Datos: Q5374580